# Turdus chiguanco
El zorzal chiguanco o zorzal negro (Turdus chiguanco) es una especie de ave en la familia Turdidae. Habita las montañas de Ecuador y Perú, en la frontera de Colombia con Ecuador, también se los encuentra en Bolivia, Chile y en algunas punas andinas de Argentina, en tierras húmedas tropicales y subtropicales, además de bosques con altos niveles de degradación.

## Subespecies
Grupo monotípico anthracinus:
- Turdus chiguanco anthracinus "Zorzal cuyano"

Grupo politípico chiguanco:
- Turdus chiguanco chiguanco
- Turdus chiguanco conradi